# Pierre Mabiala
Pierre Mabiala (ur. 15 października 1962 w Niari) – kongijski polityk, minister ds. gruntów publicznych w latach 2009–2016 i od 2017 roku, w latach 2016–2017 minister sprawiedliwości. 

## Życiorys
Ukończył prawo prywatne i parlamentaryzm na École nationale d’administration. W latach 90. założył kancelarię prawną, pracował jako prawnik w sądzie w Brazzaville.

### Działalność polityczna
Dołączył do Kongijskiej Partii Pracy, został członkiem Komitetu Centralnego partii. 15 września 2009 roku został mianowany ministrem ds. gruntów i spraw publicznych. W wyborach parlamentarnych w 2012 roku został wybrany deputowanym do Zgromadzenia Narodowego z okręgu Makabana. W pierwszym rządzie Clementa Mouamby został mianowany ministrem sprawiedliwości. W wyborach parlamentarnych w 2017 roku był jedynym kandydatem w swoim okręgu uzyskując mandat. Po wyborach ponownie wszedł w skład rządu jako minister ds. gruntów publicznych.